# ¡Qué grande es el cine!
¡Qué grande es el cine! va ser un programa de televisió dedicat al cinema dirigit i presentat pe José Luis Garci. Emès els dilluns a les 22:30h. per La 2 de Televisió Espanyola entre febrer de 1995 i desembre de 2005 l'espai va néixer com a commemoració del primer centenari del setè art.

## Cine en blanco y negro. Quere de cine (Telemadrid - FORTA. 2009-2014)
En 2009 es va emetre a Telemadrid un programa amb un format similar, també dirigit i presentat per Garci, titulat Cine en blanco y negro. Després de la seva finalització, entre 2012 i 2014 i també en la televisió pública autonòmica madrilenya, es va posar en marxa el programa Querer de cine que també projectava pel·lícules en color.

## CLASSICS (13 TV. 2021-2022)
José Luis Garci aterra en la cadena el pròxim 12 de novembre de 2021, per presentar ‘CLASSICS’, un espai per a gaudir dels clàssics del setè art, comentats, analitzats i despullats per reconeguts experts. Cada divendres a les 22.00h, Garci introduirà una pel·lícula i, després de la seva emissió, entaularà un col·loqui amb els seus convidats.
Entre els col·laboradors que es podran veure en el programa de José Luis Garci estaran l'ex fiscal de l'Estat i crític cinematogràfic Eduardo Torres-Dulce, el periodista d'ABC Pedro García Cuartango, la columnista Rosa Belmonte, i el crític de cinema Oti Rodríguez Marchante.

### Audiències
| Data       | Dades del programa | Dades del programa | Audiència        | Audiència | Ref.  |
| Data       | Núm. serie         | Núm temp.          | Núm. Espectadors | %         | Ref.  |
| ---------- | ------------------ | ------------------ | ---------------- | --------- | ----- |
| 12/11/2021 | 1                  | 1                  | 135 000          | 1%        | [ 3 ] |

## Format
El programa començava amb una breu presentació, d'uns deu minuts de durada, de la pel·lícula que s'emetia i dels convidats que participarien en la seva anàlisi. Després de la projecció es donava pas a un col·loqui d'aproximadament 60 minuts en el qual s'analitzava la pel·lícula, el context històric de l'any en què es va rodar, bibliografia i altres informacions en el que participaven Garci i els seus convidats que variaven en cada emissió.

## Història
El programa va començar a produir-se al gener de 1995, dedicant-se la primera emissió a El vividor, pel·lícula dirigida per Robert Rossen, però les seves emissions es van iniciar el 13 de febrer. Inicialment la previsió era l'emissió de 50 títols però el programa es va mantenir gairebé 11 anys en antena amb la projecció de 476 pel·lícules internacionals. No es van programar cintes espanyoles a l'haver altres programes dedicats el cinema espanyol en La 2 com Versión española.
| «                                        | ""El cinema és gran perquè dona cabuda a totes les arts, i durant aquest segle ha donat ja grans obres mestres. Un dels objectius és recuperar la passió cinèfila, incorporar a les noves generacions. No hem pogut aconseguir totes les pel·lícules que volíem, per problemes jurídics o de drets d'emissió, però sí que creem que les triades són representatives dels autors seleccionats" | » |
| — José Luis Garci (Diario El País, 1995) | |   |

El fet de comptar amb convidats masculins, amb puntuals excepcions com Beatriz Pérez Aranda o Clara Sánchez, entre els que es trobaven Eduardo Torres-Dulce, Antonio Giménez-Rico, Miguel Marías, Fernando Guillén, Eduardo Úrculo, Juan Manuel de Prada o Fernando Méndez-Leite va ser una de les crítiques més habituals que es va recollir en la premsa del moment.
| «                                        | "HHi ha moltes dones cinèfiles. Podria comptar amb Rosa Montero, o Almudena Grandes, Josefina Molina, Chus Gutiérrez... Pilar Miró em deia "a veure quan em portes al teu programa", però ¡Qué grande es el cine! va néixer així i no ho canviaré" | » |
| — José Luis Garci (Diario El País, 1998) | |   |

Malgrat ser un programa molt minoritari va collir audiències pròximes al 10% de quota de pantalla i entre 500.000 i 1.000.000 d'espectadors per emissió. La seva última emissió, després d'anunciar-se la seva cancel·lació per part de Televisió Espanyola, es va produir el 26 de desembre de 2005 amb l'emissió de la pel·lícula Maduixes silvestres dirigida per Ingmar Bergman, gravat el dia 12 del mateix mes. En aquest programa es va produir el consum de tabac per última vegada davant les càmeres de televisió a Espanya, una dels senyals d'identitat del programa, a penes 6 dies abans de l'entrada en vigor de la Llei Antitabac que prohibia fumar en llocs com els centres de treball tant públics com privats.
| «                               | "El programa era meravellós i hauria pogut seguir perquè costava dos duros. Sobretot era la gent que ho feia: jo donava l'entrada, però el fonamental eren ells que no eren pedants, parlaven de manera plana i transmetien molt bé el seu entusiasme pel cinema. Estava obert en el sentit que allí hi havia directors generals del PSOE, gent d'una mentalitat més de dretes… Estava obert a tothom" | » |
| — José Luis Garci (Verne, 2015) | |   |

En 2009 es va emetre a Telemadrid un programa amb un format similar, també dirigit i presentat per Garci, titulat Cine en blanco y negro. Després de la seva finalització, entre 2012 i 2014 i també en la televisió pública autonòmica madrilenya, es va posar en marxa el programa Querer de cine que també projectava pel·lícules en color.